# An Post-ChainReaction
An Post-ChainReaction (código UCI: SKT) fue un equipo ciclista irlandés de categoría Continental.

## Historia
En abril de 2005, la Federación de Ciclismo de Irlanda crea en Merchtem (Bélgica), la Sean Kelly Cycling Academy, destinada a dar apoyo a los jóvenes ciclistas irlandeses y a su vez, para que participaran en las competiciones internacionales. La academia estuvo bajo el control del belga Kurt Bogaerts. Al año siguiente, el mismo Sean Kelly, con el apoyo de la Federación de Irlanda y el mismo Bogaerts, fundó el Sean Kelly Racing Team, equipo con licencia Continental, pero con su sede en la Sean Kelly Cycling Academy. El equipo fue creado con el objetivo de la formación de jóvenes talentos irlandeses, dándoles la oportunidad de competir en los eventos del calendario UCI. El equipo se registró esa temporada 2006 como Sean Kelly ACVLB-M.Donnelly.
Poco después de la puesta en marcha del equipo de Kelly, fue creado otro equipo irlandés Continental, el equipo Murphy & Gunn-Newlyn.
Los dos equipos se fusionaron en 2007, dando origen al Murphy & Gunn/Newlyn-M. Donnelly-Sean Kelly. A fines de esa temporada, Murphy & Gunn y el grupo Newlyn anunciaron el cese del patrocinio del equipo.
Para 2008, An Post, el servicio postal irlandés entró como patrocinador principal, acompañado por la consultoría Grant Thornton y la compañía de herramientas eléctricas M. Donnelly. El equipo continuó registrado con licencia irlandesa y teniendo su sede en Bélgica. Esa temporada obtuvo algunas victorias en carreras 2.2 como el Tour de los Pirineos a través de Dan Fleeman y la Vuelta a Extremadura por intermedio de Daniel Lloyd.
El experimentado ciclista belga Nico Eeckhout llegó al equipo en 2009 dándole cinco victorias esa temporada, dos etapas de la Vuelta a Extremadura, una del FBD Insurance Rás, el Gran Premio de la Villa de Zottegem y el Memorial Rik Van Steenbergen
En 2010 el equipo cambió su licencia irlandesa y se registró en Bélgica, con el objetivo de participar en carreras .HC de ese país como la Vuelta a Bélgica.
En octubre de 2017 se anunció la desaparición del equipo tras no encontrar nuevo patrocinador para 2018.

## Material ciclista

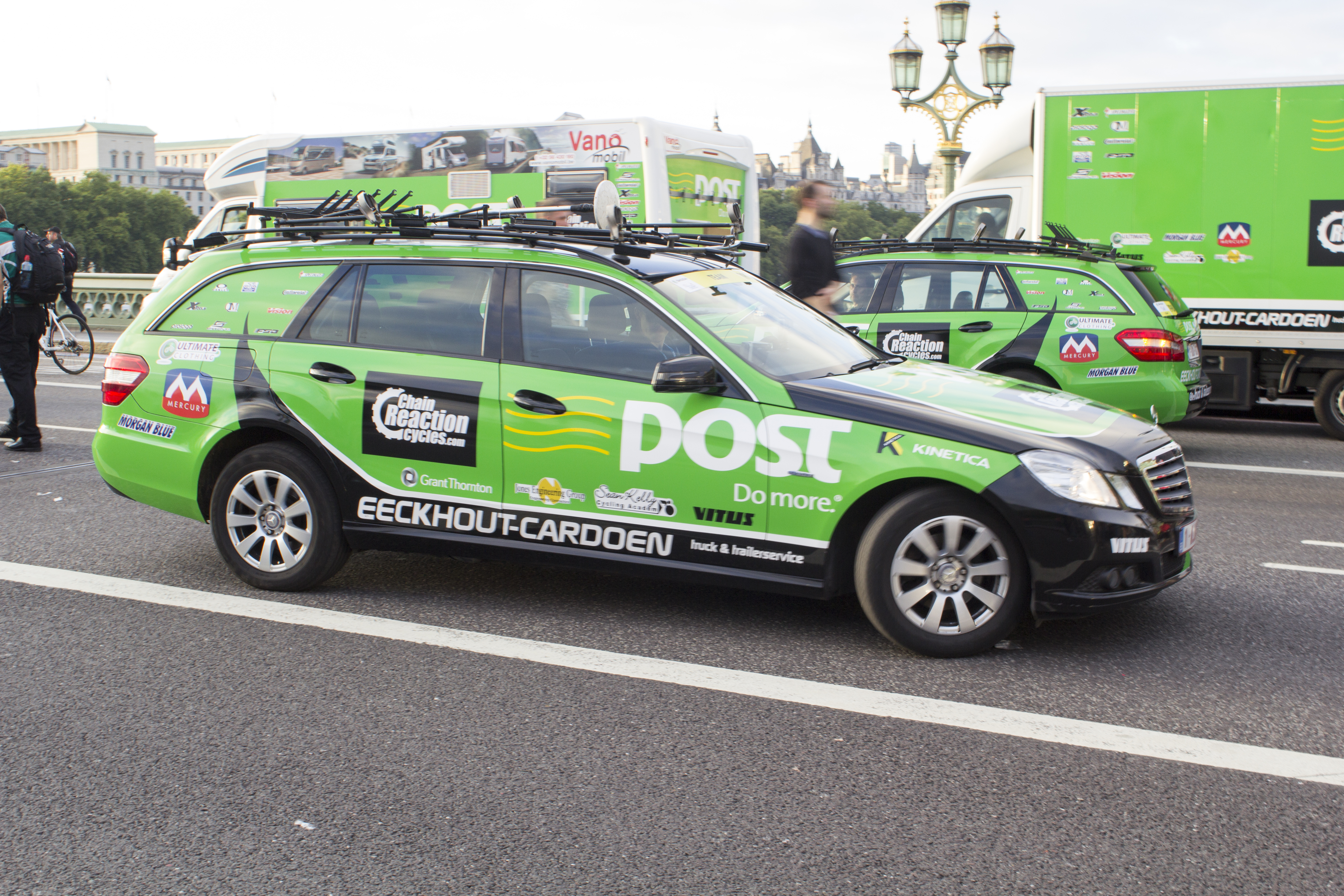
Vehículo del equipo.

El equipo utiliza bicicletas de la marca Dolan, modelo Ares.

## Clasificaciones UCI

### UCI America Tour
| Temporada | Clasificación por equipos | Mejor corredor | Posición |
| 2011-2012 | 47.º                      | Mark Christian | 393.º    |

### UCI Oceania Tour
| Temporada | Clasificación por equipos | Mejor corredor      | Posición |
| 2013-2014 | 4.º                       | Robert-Jon McCarthy | 7.º      |
| 2017      | 15.º                      | Regan Gough         | 37.º     |

### UCI Africa Tour
| Temporada | Clasificación por equipos | Mejor corredor | Posición |
| 2017      | 20.º                      | Adam Jamieson  | 86.º     |

### UCI Asia Tour
| Temporada | Clasificación por equipos | Mejor corredor | Posición |
| 2017      | 99.º                      | Sean Mackinnon | 597.º    |

### UCI Europe Tour
| Temporada | Clasificación por equipos | Mejor corredor     | Posición |
| 2005-2006 | 92.º                      | Paidi O'Brien      | 550.º    |
| 2006-2007 | 74.º                      | Paidi O'Brien      | 226.º    |
| 2007-2008 | 47.º                      | Benny De Schrooder | 150.º    |
| 2008-2009 | 31.º                      | Niko Eeckhout      | 18.º     |
| 2009-2010 | 46.º                      | Niko Eeckhout      | 102.º    |
| 2010-2011 | 21.º                      | Gediminas Bagdonas | 50.º     |
| 2011-2012 | 16.º                      | Gediminas Bagdonas | 11.º     |
| 2012-2013 | 38.º                      | Sam Bennett        | 117.º    |
| 2013-2014 | 41.º                      | Owain Doull        | 180.º    |
| 2015      | 43.º                      | Aidis Kruopis      | 105.º    |
| 2016      | 77.º                      | Nicolas Vereecken  | 620.º    |
| 2017      | 92.º                      | Jacob Scott        | 823.º    |

## Palmarés
Para años anteriores véase:Palmarés del An Post-ChainReaction

### Palmarés 2017

#### Circuitos Continentales UCI
| Fechas      | Circuito             | Carreras                           | Ganador                  |
| 12 de abril | UCI Europe Tour 2017 | 1.ª etapa del Tour de Loir-et-Cher | Damien Shaw              |
| 29 de abril | UCI Europe Tour 2017 | 5.ª etapa del Tour de Bretaña      | Przemysław Kasperkiewicz |
| 23 de mayo  | UCI Europe Tour 2017 | 3.ª etapa del An Post Rás          | Matthew Teggart          |
| 25 de mayo  | UCI Europe Tour 2017 | 5.ª etapa del An Post Rás          | Regan Gough              |
| 28 de mayo  | UCI Europe Tour 2017 | 8.ª etapa del An Post Rás          | Przemysław Kasperkiewicz |

## Plantilla
Para años anteriores véase:Plantillas del An Post-ChainReaction

### Plantilla 2017
| Nombre                   | Nacimiento | Nacionalidad  | Equipo 2016                       |
| Jonas Bokeloh            | 16/03/1996 | Alemania      | Klein Constantia                  |
| Dan Gardner              | 06/03/1993 | Reino Unido   | Astellas Cycling Team             |
| Regan Gough              | 06/10/1996 | Nueva Zelanda | Avanti IsoWhey Sports             |
| Davy Gunst               | 30/01/1995 | Países Bajos  | Rabobank Development Team         |
| Conor Hennebry           | 16/02/1993 | Irlanda       | Neoprofesional                    |
| Adam Jamieson            | 12/02/1996 | Canadá        | Neoprofesional                    |
| Przemysław Kasperkiewicz | 01/03/1994 | Polonia       | Klein Constantia                  |
| Sean Mackinnon           | 24/11/1995 | Canadá        | Neoprofesional                    |
| Sean Mckenna             | 08/03/1994 | Irlanda       | An Post-ChainReaction (stagiaire) |
| Albert Muela Galvez      | 13/05/1996 | España        | Neoprofesional                    |
| Jacob Scott              | 14/06/1995 | Reino Unido   | An Post-ChainReaction             |
| Damien Shaw              | 10/01/1984 | Irlanda       | An Post-ChainReaction             |
| Mark Stewart             | 25/08/1995 | Reino Unido   | Neoprofesional                    |
| Matthew Teggart          | 08/01/1996 | Irlanda       | Neoprofesional                    |
| Bas Tietema              | 29/01/1995 | Países Bajos  | BMC Development Team              |
| Massimo Vanderaerden     | 21/01/1995 | Bélgica       | Veranclassic-Ago                  |

1. ↑  Desde el 9 de junio.